# 費斯·班德勒

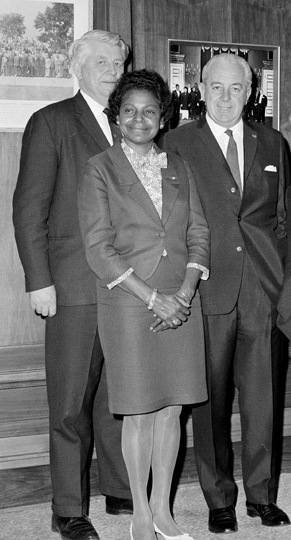
1967年公投前，班德勒与Gordon Bryant（左）和首相哈罗德·霍尔特会晤。

費斯·班德勒，MBE，AC（1918年9月27日—2015年2月13日），婚前名字艾达·莱星·菲斯·穆星（Ida Lessing Faith Mussing），澳大利亚民权活动家，是南岛裔澳大利亚人和苏格兰裔印度人的后裔。她是为澳大利亚原住民和南岛族裔争取权利的活动家，她最闻名的事迹是领导关于澳大利亚原住民的1967年全民公投运动。

## 早年经历及其家庭
班德勒出生于新南威尔士州的图姆布干姆，在墨威拉巴附近的一个农场里长大。1883年，她的父亲当时年约13岁，从瓦努阿图的安布里姆島作为奴隶被贩卖。他被送到位于昆士兰的麦凯，然后被送到甘蔗种植园工作。他随后逃出种植园并与班德勒母亲结婚，班德勒的母亲是来自新南威尔士州的苏格兰裔印度人。班德勒的父亲叫做瓦克维·穆星孔（Wacvie Mussingkon），是巴迪克（Baddick）和莱星·穆星孔（Lessing Mussingkon）的儿子，在1883年当他还是小男孩的时候就从位于现今瓦努雅图内的安布里姆岛上的比阿普（Biap）被掳走。他的被绑架属于贩奴行为之一，即把廉价劳动力带到澳大利亚以帮助当地建立制糖业。他其后被叫做彼特·穆星（Peter Mussing），是一名布道者，在墨威拉巴外的一个香蕉种植园工作。他在班德勒五岁的时候去世。 班德勒将她父亲的艰苦奴工经历作为她的行动主义的强烈动机。1934年，班德勒离开学校搬到悉尼，成为一名女装裁缝的学徒。

## 职业生涯

### 早年职业生涯
二战期间，班德勒和她的姐妹凯斯（Kath）在澳大利亚妇女土地军（Australian Women's Land Army）服役， 在水果农场工作。班德勒和原住民工人的工资比白人工人低。在1945年退役后，她开始为原住民工人争取平等酬劳。班德勒在战后搬到悉尼的国王十字区。

### 社群行动主义
班德勒于1956年成为一名全职的活动家，参与澳大利亚原住民协会和1957年成立的促进原住民和托雷斯海峡岛民的联邦委员会 (FCAATSI)。在这期间，班德勒和她的导师佩尔·吉布斯还有杰茜·斯特里特一起工作。作为FCAATSI的秘书长，班德勒领导了宪法公投运动以撤除澳大利亚宪法中的歧视性条款。这项运动包括了由班德勒策划的数次大规模请愿以及数百次的公开集会，最终导致霍尔特总理领导的政府让人们进行1967年的全民公投。这次公投在全部6个州都获得了成功，在全国范围内获得将近91%的支持率。 班德勒于1975年到访安布里姆岛，她的父亲92年前从这被掳走。在整个20世纪70年代，班德勒都是新南威尔士州妇女投票游说机构的重要成员。

### 著作
班德勒在1974年着手撰写四本书，两本关于1967年全民公投的历史记录，一本叙述她的兄弟在新南威尔士州的生活，还有一本则是关于她父亲在昆士兰被贩卖的经历的小说。从1974年开始，她开始为澳大利亚南海岛民争取权利。根据班德勒的传记作家，同时也是女权主义作家和历史学者的玛丽琳·莱克所述，因为班德勒在双线作战，所以这场运动比起FCAATSI为1967年公投而开展的运动更具挑战性。她不仅仅要对抗坚称被贩卖的南海岛民其实是自愿契约佣工的历史学者，也因为分离主义黑人权力思想的影响力扩大而在一定程度上在澳大利亚民权运动中被澳大利亚原住民所排斥。
班德勒已出版的著作包括：
- 《瓦克维》（Bandler, Faith (1977). Wacvie. Adelaide: Rigby. ISBN 0-7270-0446-8.）
- 《澳大利亚的马拉尼》（Bandler, Faith; Fox, Len (1980).Marani in Australia. Adelaide:Rigby.ISBN 0-7270-1254-1.）
- 《时机已成熟：澳大利亚原住民协会的历史》（Bandler, Faith; Fox, Len, eds.(1983).The Time was Ripe:A History of the Aboriginal-Australian Fellowship.Chippendale, New South Wales:Alternative Publishing Cooperative.ISBN 0-909188-78-5.）
- 《我的兄弟维鲁》（Bandler, Faith (1984).Welou, My Brother.Glebe, New South Wales:Wild & Woolley.ISBN0-909331-73-1）
- 《力挽狂澜：促进原住民和托雷斯海峡岛民的联邦委员会中的个人史》 （Bandler, Faith (1989).Turning the Tide:A Personal History of the Federal Council for the Advancement of Aborigines and Torres Strait Islanders.Canberra:Aboriginal Studies Press.ISBN0-85575-196-7）

## 个人生活
1952年，費斯嫁给来自奥地利维也纳的犹太难民汉斯·班德勒（Hans Bandler），住在弗兰其丝森林区（Frenchs Forest）。在战争期间，汉斯被关押在纳粹劳工营中。夫妇二人育有一个女儿，女儿出生于1954年，名叫莉伦·葛莱托（Lilon Gretl），他们还有一个收养的澳大利亚原住民儿子，儿子名为彼特（Peter），亦称曼纽奥·阿姆斯特朗（Manual Armstrong）。汉斯在2009年逝世。菲斯·班德勒2015年2月逝世，享年96岁。

## 名誉和奖项
班德勒曾：
- 于1976年被授予大英帝国勋章（Order of the British Empire）的员佐勋章（MBE），但她拒绝接受。[9]
- 于1984年6月11日被授予澳大利亚勋章（Order of Australia） 中的员佐勋章（AM） ，以表示对她为原住民福利所提供的服务的认可。
- 于1994年被麦考瑞大学授予名誉博士学位。
- 被人权和平等机会委员会（Human Rights and Equal Opportunity Commission）授予1997年度 人权奖章（Human Rights Medal）。
- 被澳大利亚国民信托机构（National Trust of Australia）评为首批百位澳大利亚在世国宝（Australian Living Treasures）之一。
- 于2009年1月26日 （澳大利亚日）获得澳大利亚勋章中的同伴勋章（AC）。[10]
- 于2001年荣登维多利亚州妇女荣誉名册（英语：Victorian Honour Roll of Women）。

画家玛格丽特·伍德瓦尔德（Margaret Woodward）1993年所绘制的一幅班德勒肖像被收藏在新南威尔士州立图书馆。在她逝世后，总理托尼·艾伯特（Tony Abbott）为班德勒提供国葬。

## 延伸阅读
- . State Library of New South Wales Catalogue.   [2018-05-15]. （原始内容存档于2021-08-21）.
- Lyndall Ryan. . Australian Humanities Review. May 2003, 29  [2019-10-30]. （原始内容存档于2018-04-10）.
- Faith Bandler on the National Museum of Australia website Collaborating for Indigenous Rights 1957 – 1973 （页面存档备份，存于）
- Faith Bandler at the National Museum of Australia （页面存档备份，存于）
- Bandler, Faith （页面存档备份，存于） in The Encyclopedia of Women and Leadership in Twentieth-Century Australia